# Anorep I
Le Anorep I est un sous-marin de poche expérimental de 1966, utilisé par le commandant Cousteau pour l'exploration océanographique.

## Histoire
Ce sous-marin de poche expérimental est conçu et réalisé en 1966, la même année que le tube planétaire Yellow Submarine de l'album Yellow Submarine (album) des Beatles,. Il est capable de descendre à une profondeur de 100 m, avec 2 personnes, avec une vitesse de propulsion de 2 nœuds.

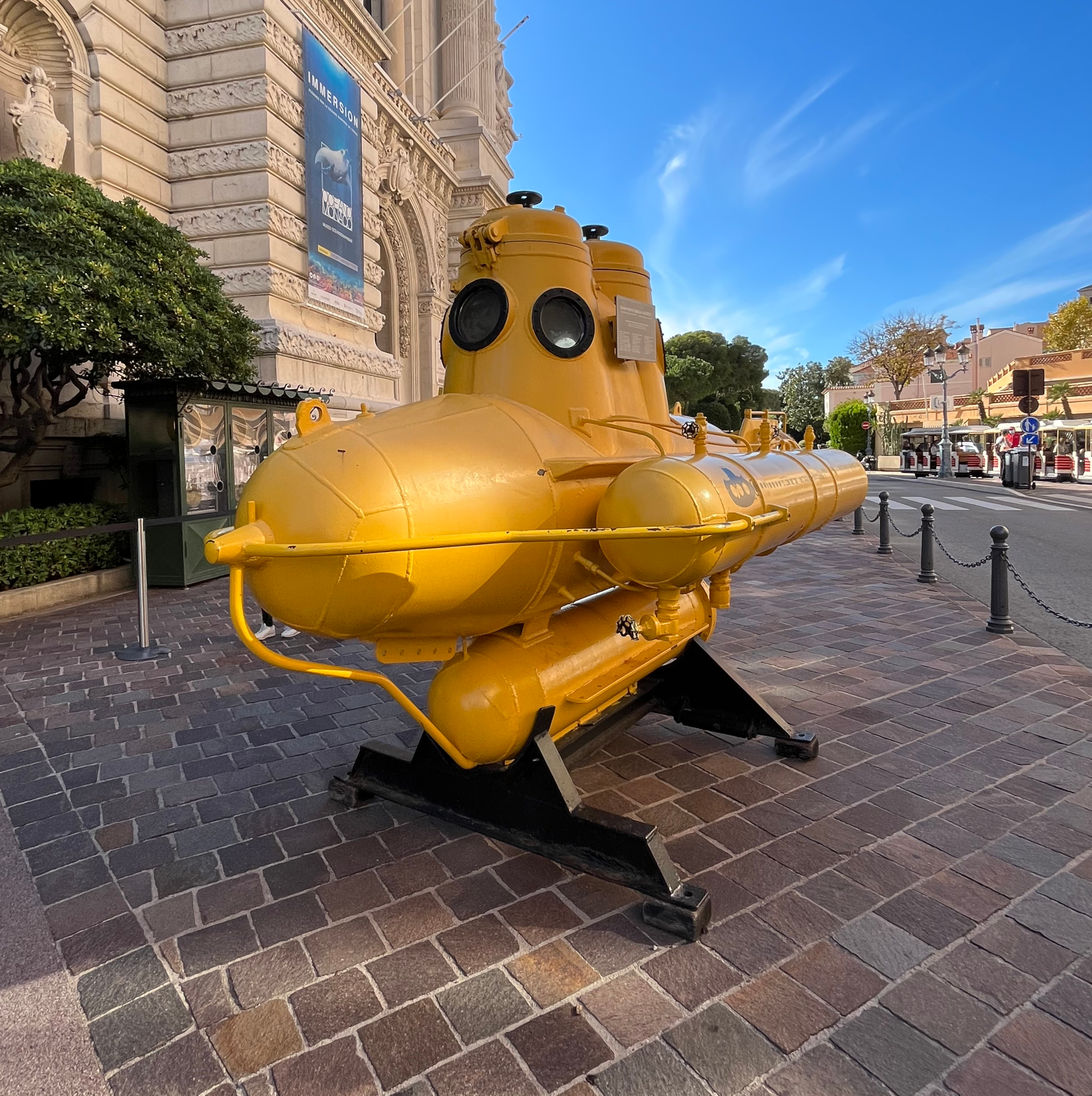
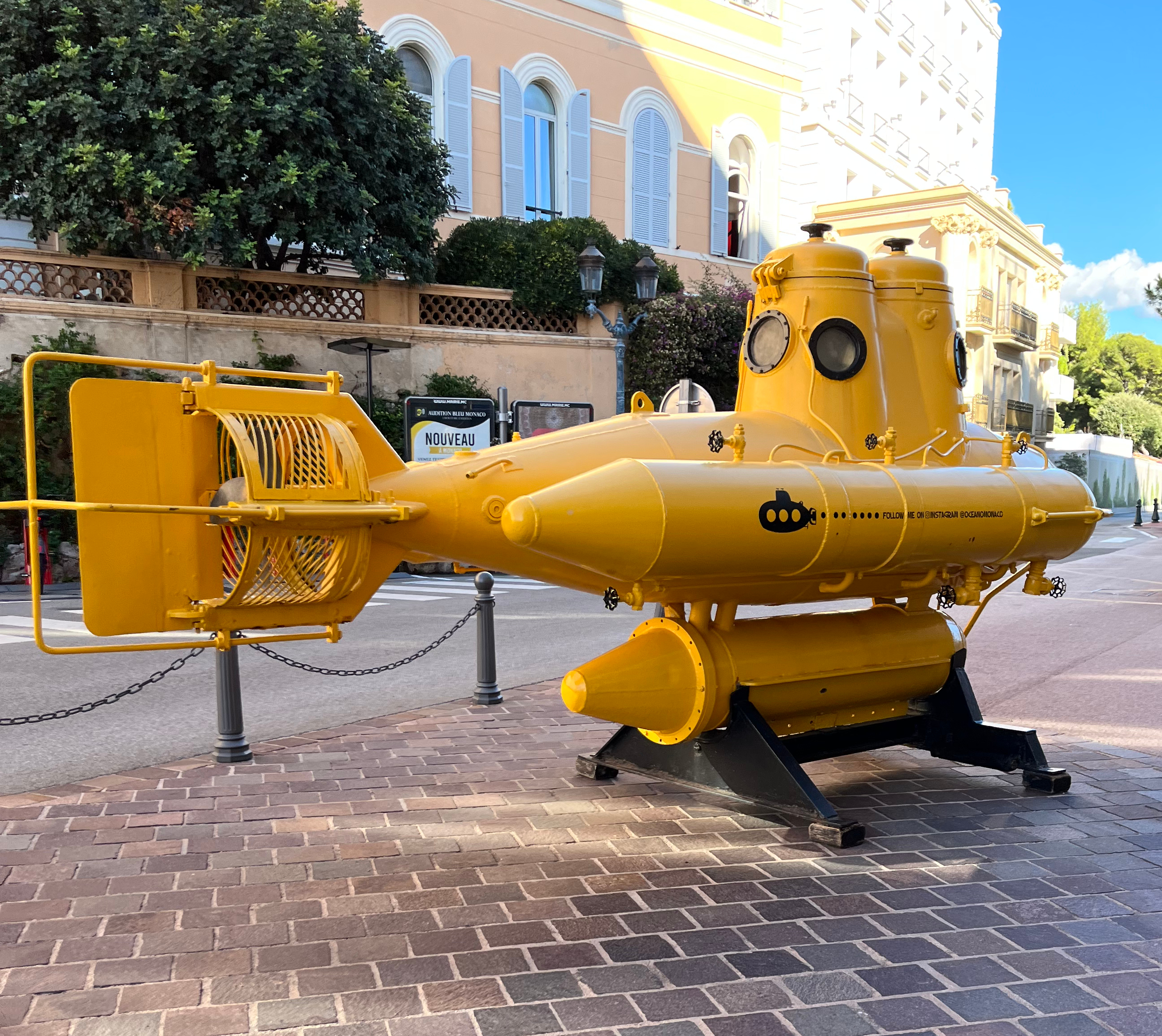

Le commandant Cousteau utilise en particulier, avec de son navire océanographique Calypso, un sous-marin de poche de sa conception SP-350 de 1959 capable d'explorer des profondeurs allant jusqu'à 400 m pendant 4 heures, et un SP-500 capable de descendre à 500 m durant 24 h. 

## Musée
Le Anorep I est exposé à ce jour devant l'entrée du musée océanographique de Monaco, dirigé par le commandant Cousteau de 1957 à 1988.